# Aristeo di Crotone
Aristeo di Crotone (in greco antico: Ἀρισταίος?, Aristaíos; Crotone, V secolo a.C. – Crotone, V secolo a.C.) è stato un filosofo greco antico della scuola pitagorica.

## Biografia
Secondo Giamblico, nella sua Vita di Pitagora, Aristeo, figlio di Demofonte di Crotone, nacque nella XXV Olimpiade. Fu allievo di Pitagora e si dedicò alla filosofia, alla matematica e presumibilmente alla medicina.
In seguito fu il successore di Pitagora a capo della scuola pitagorica e sposò Teano, la moglie del suo maestro. Verso la fine della sua vita, Aristeo cedette la leadership della scuola pitagorica a Mnesarco, figlio di Pitagora.

## Opere
Fu autore di opere matematiche utilizzate da Euclide.
Giovanni Stobeo cita anche estratti di un'opera Sull'armonia di un "Aristeon", che potrebbe essere identificato con lui.